# Regles de reescriptura
Les  regles de reescriptura  són la base del primer model (1957) de gramàtica generativa de Noam Chomsky. Aquestes regles van ser usades per descriure la sintaxi de les oracions, és a dir, la seva descomposició fins a arribar als seus microcomponents.

## Les regles
- Totes les oracions excepte les impersonals (oracions referents al temps) es desglossen en dues parts, un Sintagma nominal i un Sintagma verbal. El sintagma nominal fa referència al subjecte de l'oració, i el sintagma verbal al predicat.

{\displaystyle O\to SN+SV\,}
- Un sintagma nominal sempre està compost per un determinant, un nucli i un complement.

{\displaystyle SN\to det+N+C}
- Un sintagma verbal sempre està compost per l'auxiliar i el grup verbal.

{\displaystyle SV\to Aux.(veu,mode,etc.)+G.V.}
- El Grup verbal és el verb en infinitiu. Pot ser un verb predicatiu o atributiu.

{\displaystyle G.V.\to V[+Complements]}
o
{\displaystyle G.V.\to Copula+Atribut[+Complements]}
- Els complements poden ser del nom, directes, indirectes i/o circumstancials.

- Complement directe (CD). Pot tractar-se d'un Sintagma Nominal o un Sintagma preposicional.
{\displaystyle CD\to SN\to det+N+C}
o
{\displaystyle CD=S.Prep.\to R+SN}
(R = Refuncionalitzador)
- Complement indirecte (CC). És sempre un sintagma preposicional (Un sintagma nominal precedit d'una preposició)
{\displaystyle CI\to S.Prep.\to R+SN}
- Complement del nom (CN). Són adjectius que complementen un nom en un SN. Poden ser formals (estructura d'un SN) o funcionals (estructura d'un S. Prep.).
Exemple:  La casa verda.  ( verd  és un adjectiu  formal )
{\displaystyle SN{\begin{cases}det&La\\N&casa\\C&{\begin{cases}det&\emptyset \\N&verd\\C&\emptyset \end{cases}}\end{cases}}}
Exemple:  La casa de color verd.  ( de color verd  és un CN  funcional  que complementa  La casa .  Verd  és un CN  formal  que complementa  de color )
{\displaystyle SN{\begin{cases}det&La\\N&casa\\C&{\begin{cases}R&de\\C&{\begin{cases}det&\emptyset \\N&color\\C&{\begin{cases}det&\emptyset \\N&verd\\C&\emptyset \end{cases}}\end{cases}}\end{cases}}\end{cases}}}